# Xenodiagnóstico
Xenodiagnóstico é um método diagnóstico usado para documentar a presença de um patógeno causador de uma doença infecciosa pela exposição de material infectado a um vetor e então examiná-lo para a detecção do micro-organismo.
Émile Brumpt introduziu a técnica do xenodiagnóstico na pesquisa parasitológica e estudou extensivamente algumas doenças como a doença de Chagas, oncocercose e leishmaniose.